# Браунфельс
Браунфельс (нем. Braunfels) — город в Германии, в земле Гессен. Подчинён административному округу Гиссен. Входит в состав района Лан-Дилль.  
Население составляет 10 908 человек (на 31 декабря 2010 года). Занимает площадь 47,29 км². Официальный код — 06 5 32 003.
Город подразделяется на 6 городских районов.

## История
Окрестности города богаты отличной красной и бурой железной рудой, добыча которой в конце XIX — начале XX века составляла для окрестных жителей главное средство существования.

## Персоналии
Здесь родились немецкий полководец Эвальд фон Клейст и композитор Отмар Герстер.

## Достопримечательности
- Браунфельс — дворцово-замковый комплекс.

## Фотографии

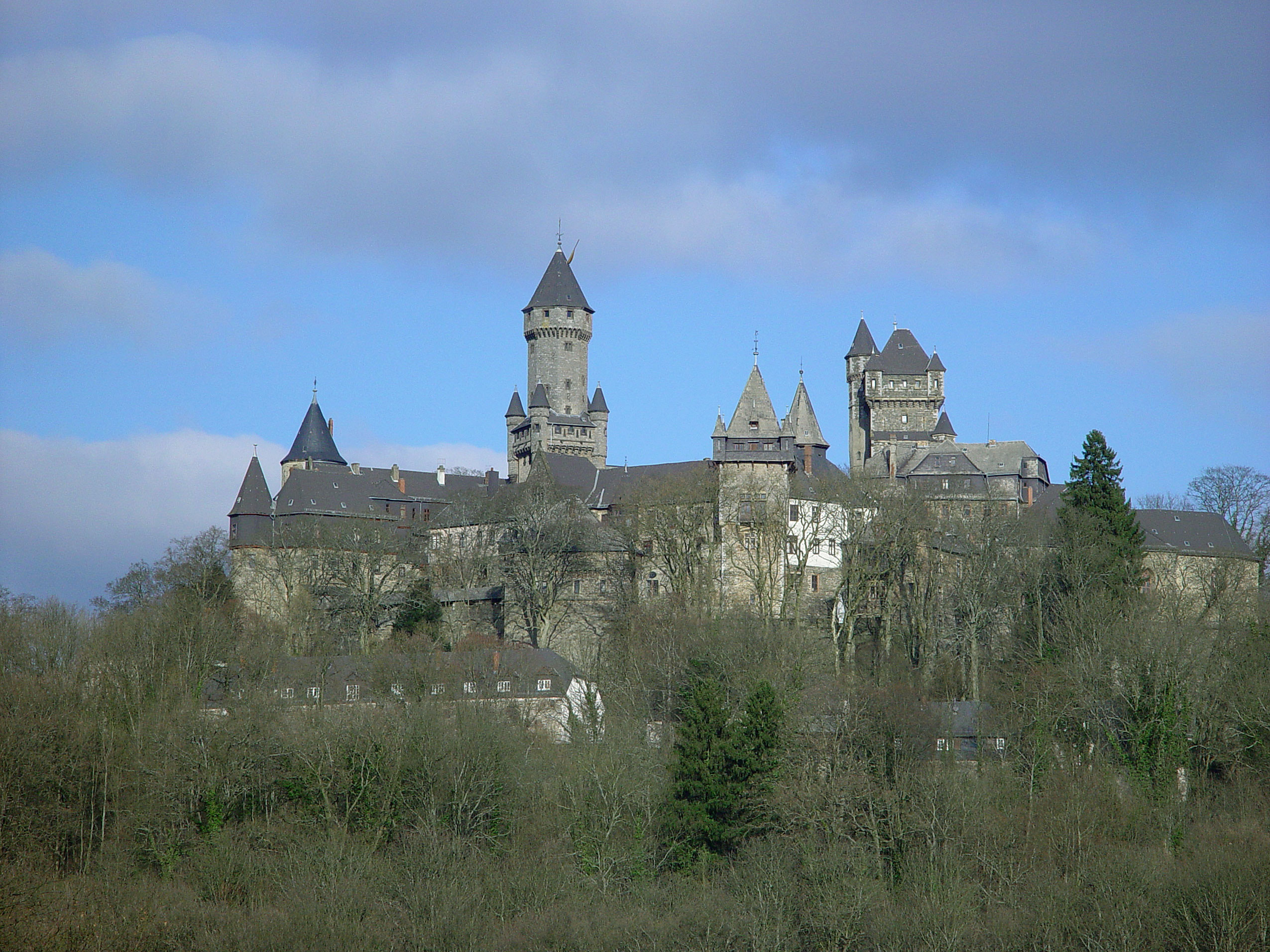
Вид замка Браунфельс
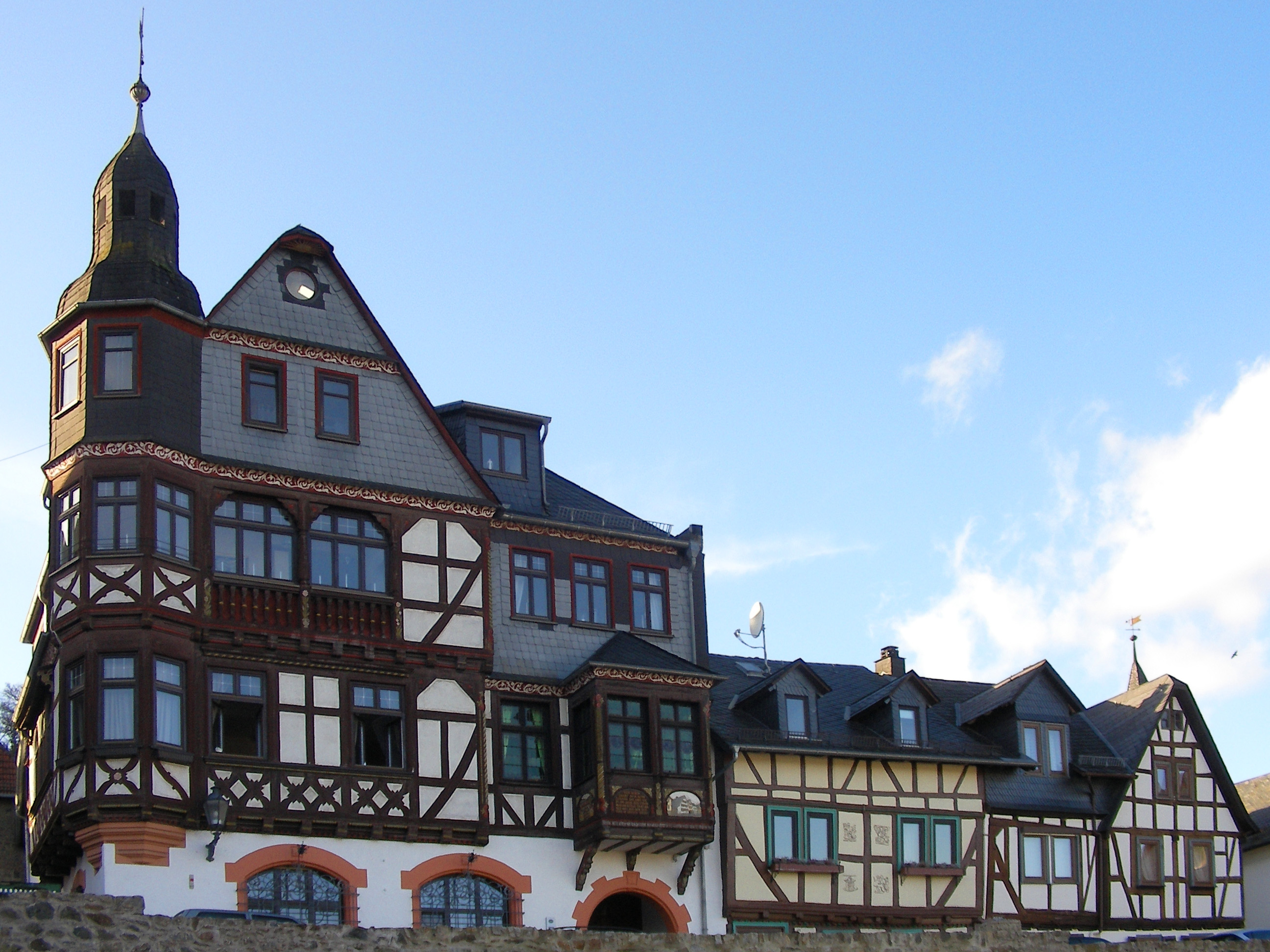
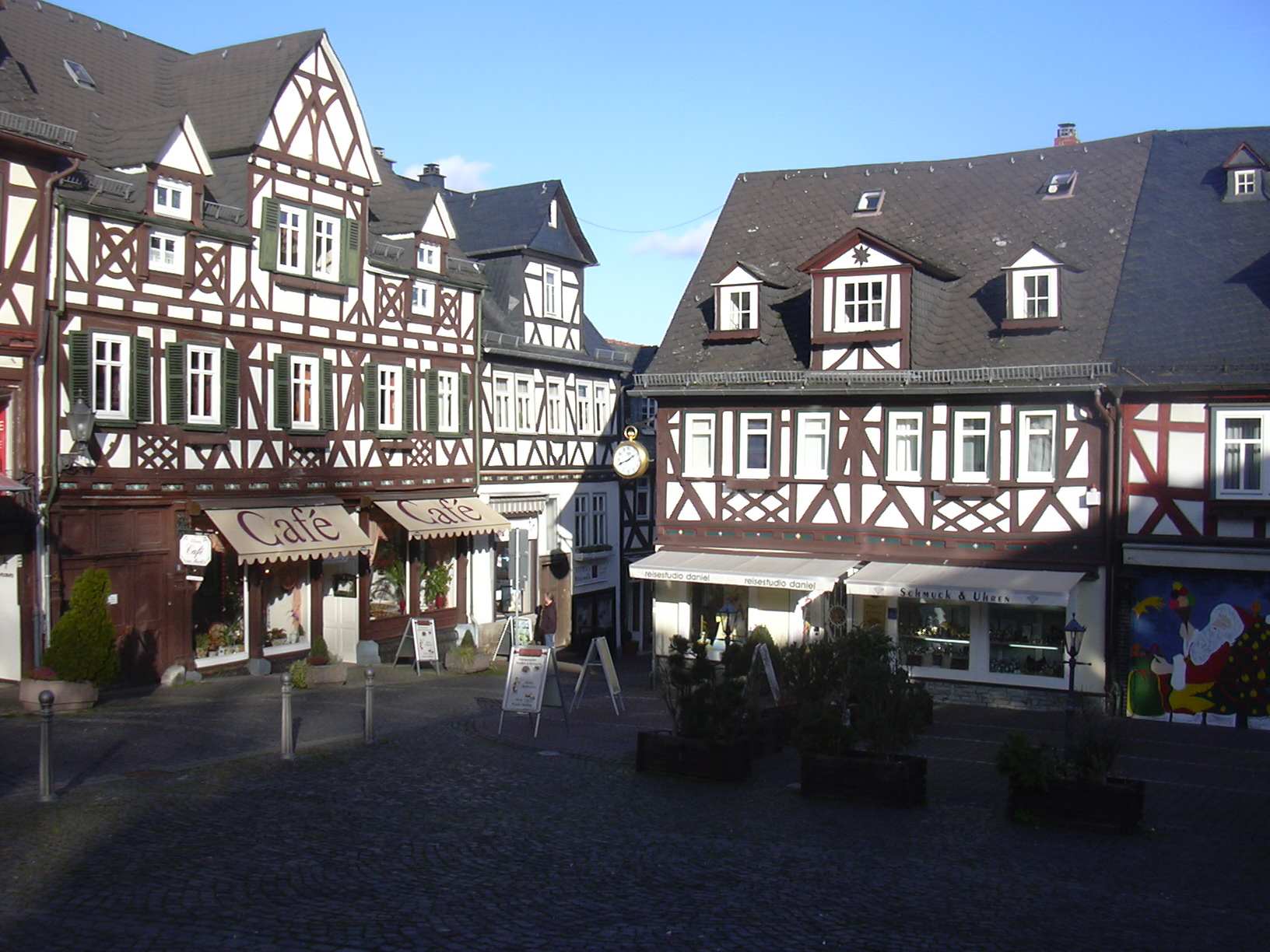
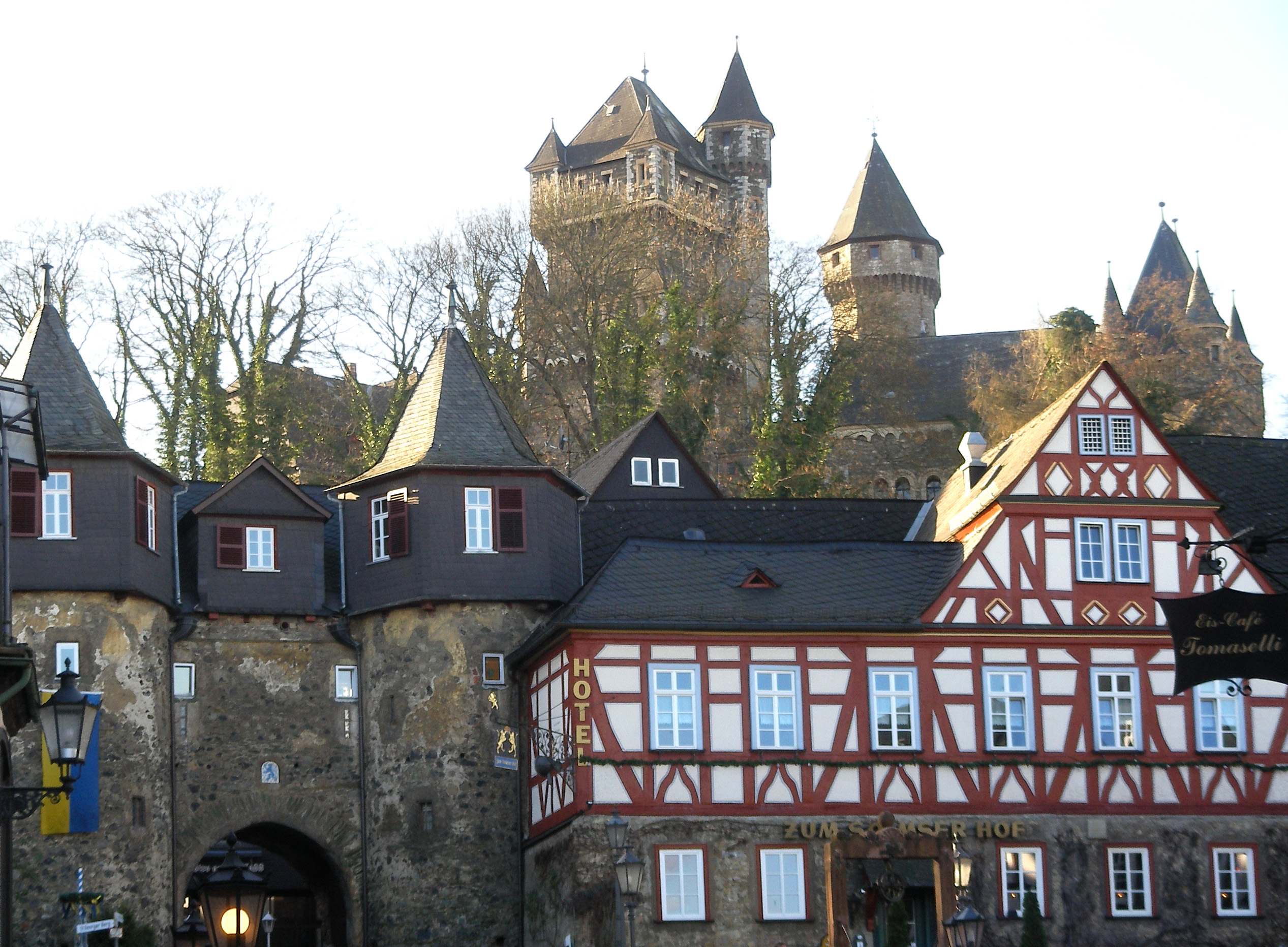